# Tuhár
Tuhár (ungarisch Tugár – bis 1907 Kistugár) ist eine Gemeinde im Süden der Slowakei mit 326 Einwohnern (Stand 31. Dezember 2024). Sie gehört zum Okres Lučenec, einem Kreis des Banskobystrický kraj, und ist zugleich Teil der traditionellen Landschaft Novohrad.

## Geographie

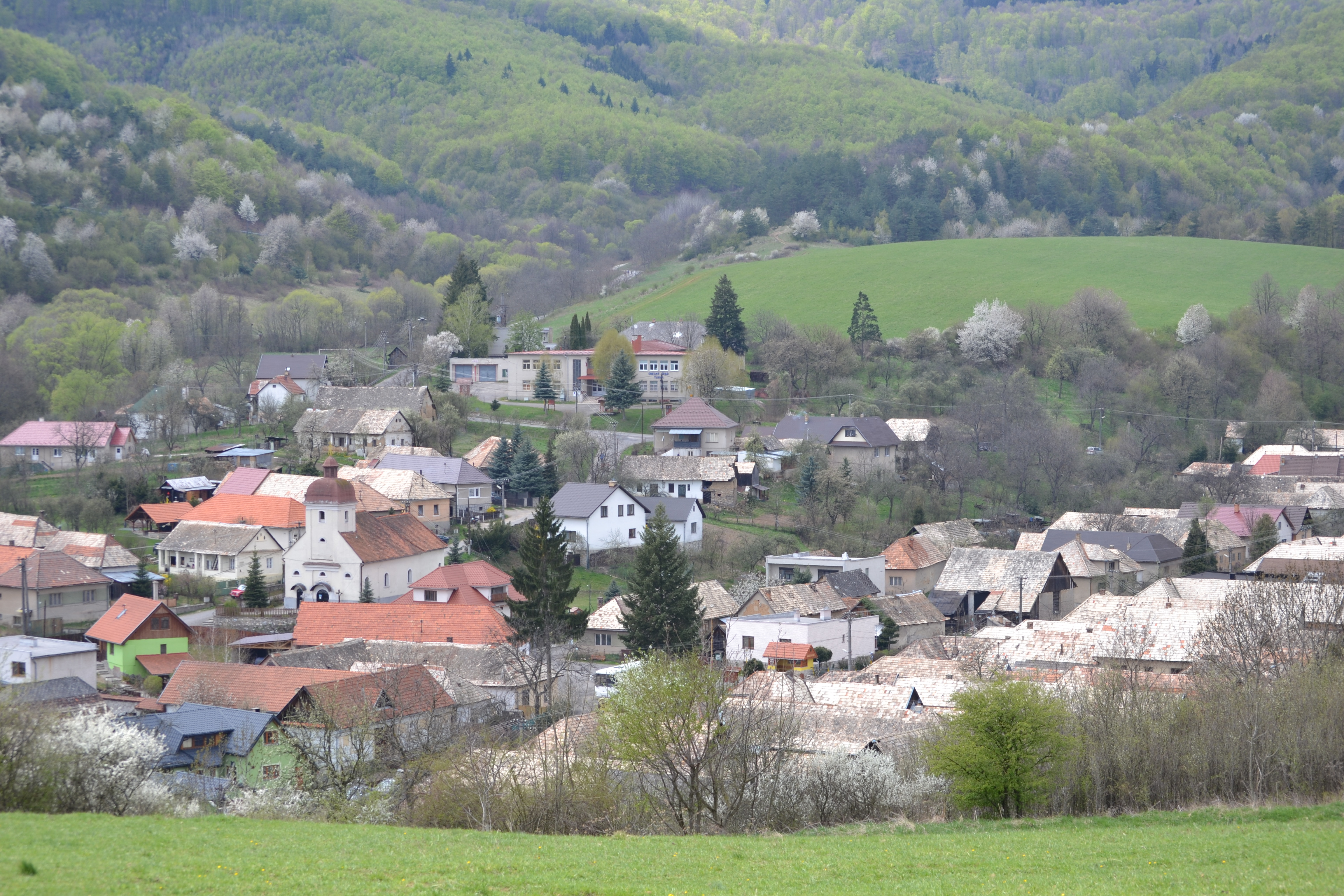
Blick auf Tuhár

Die Gemeinde befindet sich im Mittelteil des Gebirges Ostrôžky im Tal des Baches Tuhársky potok. Das Ortszentrum liegt auf einer Höhe von 368 m n.m. und ist 19 Kilometer von Lučenec entfernt.
Nachbargemeinden sind Divín im Norden und Nordosten, Ružiná im Osten, Stará Halič und Polichno im Süden, Ábelová im Westen und Budiná im Nordwesten.

## Geschichte

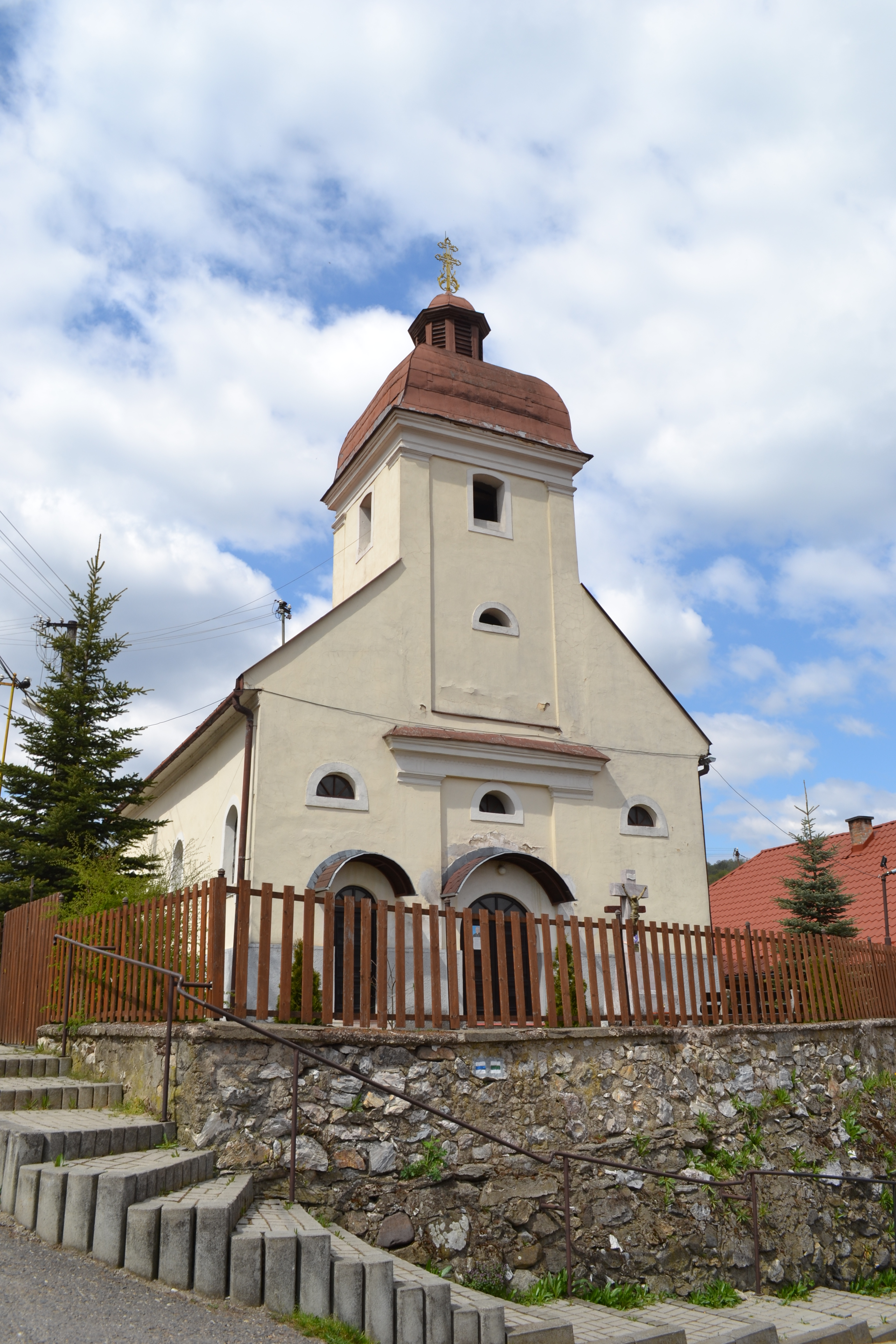
Kirche in Tuhár

Im Gemeindegebiet von Tuhár gab es Funde der Piliny-Kultur und später der Kyjatice-Kultur aus der Bronzezeit. 
Der Name Tugar erscheint zum ersten Mal 1299 in der Wendung iuxta Holochtugar und weist auf einen Flussnamen hin. 1477 wurde ein Ort namens Tugar erwähnt, dieser wird allerdings mit dem historischen Dorf Veľký Tuhár (ungarisch Nagytugár) verbunden, heute mit der Stadt Lučenec verschmolzen.
Tuhár wurde zum ersten Mal 1548 als Thugaar schriftlich erwähnt und war zuerst Besitz verschiedener Gutsherren, später lag das Dorf in der Herrschaft von Halič. Zwischen 1554 und 1593 lag Tuhár im Osmanischen Reich und dort im Sandschak Szécsény. 1554 gab es sechs Porta im Ort. 1715 gab es sechs Haushalte, 1828 zählte man 57 Häuser und 292 Einwohner, die als Kalkbrenner, Landwirte, Schäfer und Viehhalter beschäftigt waren.
Bis 1918/1919 gehörte der im Komitat Neograd liegende Ort zum Königreich Ungarn und kam danach zur Tschechoslowakei beziehungsweise heute Slowakei. 1937 begann systematische Förderung im Marmor-Steinbruch beim Ort.

## Bevölkerung
| Jahr                | 1994 | 2004     | 2014     | 2024     |
| ------------------- | ---- | -------- | -------- | -------- |
| Anzahl der Personen | 471  | 414      | 370      | 326      |
| Unterschied         |      | −12,10 % | −10,62 % | −11,89 % |

| Jahr                | 2023 | 2024    |
| ------------------- | ---- | ------- |
| Anzahl der Personen | 333  | 326     |
| Unterschied         |      | −2,10 % |

Gemäß der Volkszählung 2011 wohnten in Tuhár 382 Einwohner, davon 351 Slowaken und ein Tscheche. 30 Einwohner machten keine Angabe zur Ethnie.
319 Einwohner bekannten sich zur römisch-katholischen Kirche, 10 Einwohner zur Evangelischen Kirche A. B. und ein Einwohner zur griechisch-katholischen Kirche. Ein Einwohner gab eine andere Ethnie an, 18 Einwohner waren konfessionslos und bei 33 Einwohnern wurde die Konfession nicht ermittelt.

## Bauwerke
- römisch-katholische Kirche Hl. Karl Borromäus im barock-klassizistischen Stil aus dem Jahr 1841[6]